# Celestin IV.
Celestin IV., rođen kao Goffredo Castiglione,, (Milano, ? – Rim, 11. studenog 1241.), papa od 25. listopada do 10. studenog 1241. godine. Pontifikat mu je trajao svega petnaest dana.
Bio je nećak pape Urbana III. Godine 1239. papa Grgur IX. imenovao ga je za kardinala Sabine. Celestin IV. je bio prvi papa koji je bio izabran putem konklave. Umro je već nakon dva tjedna tijekom sukoba s rimsko-njemačkim carem Fridrikom II.